# غوركان أويغون
غوركان أويغون (بالتركية: Gürkan Uygun)‏ من مواليد (27 مايو 1974 في محافظة صقاريا، تركيا من أصل جورجي)، ممثل مسرحي، تلفزيوني، وسينمائي. بدأ مسيرته في مسرح المدرسة الثانوية، ثم انضم إلى مسرح الهواة في عام 1990. وفي عام 1996، بدأ المشاركة في المسلسلات التلفزيونية. اكتسب شهرة واسعة من خلال دوره البارز كميماتي باش في المسلسل الشهير "وادي الذئاب"، الذي يُعد الأكثر شهرة في مسيرته الفنية.

## حياة مهنية
وُلد غوركان أويغون، وهو من أصل جورجي، في مدينة إزميت، حيث كان والده يعمل حلاقًا. التقى بالمسرح خلال سنوات دراسته الثانوية، وبدأ مسيرته في مسرح الهواة عام 1990. فيما بعد، التحق بالمعهد الموسيقي الحكومي في جامعة إسطنبول وتلقى تدريبًا في مسرح دورمن.
بدأ أويغون التمثيل في المسلسلات التلفزيونية عام 1994، وشارك في عدة أعمال منها: المكسرات الحلوة،هل سيكون الأمر هكذا، رقم سبعة، قصة الثعبان، وقلب مجنون. كما ظهر في مسلسل لقد خرج والدي من القبعة. إلا أن أبرز أدواره كان تجسيده لشخصية ميماتي باش في مسلسل "وادي الذئاب" لمدة 9 سنوات، والذي جلب له شهرة واسعة.
فيما بعد، جسد شخصية المعماري سنان في المسلسل التاريخي "حريم السلطان" لبضع حلقات. كما لعب شخصية سرحات حقيري في المسلسل التلفزيوني الهارب الذي عُرض بين عامي 2013 و2015. بين عامي 2018 و2020، ظهر في دور خليل خالد بك في المسلسل التاريخي عاصمة عبد الحميد.
لاحقًا، جسد شخصية حسن الصباح، زعيم الحشاشين، في مسلسل نهضة السلاجقة العظمى الذي بدأ عرضه على قناة TRT 1 في 28 سبتمبر 2020، قبل أن يترك المسلسل لاحقًا. بين عامي 2021 و2022، لعب دور يلديريم في المسلسل التلفزيوني المنظمة، وفي الفترة من 2022 إلى 2023، ظهر في دور إيفكار (حسن أتماجا).

## عائلته
متزوج ولديه طفله ولدت في النصف الثاني من عام 2012

## أعماله

### الأفلام
- 2015 Bana Masal Anlatma
- 2014 Unutursam Fısılda
- 2014 Çakallarla Dans 3: Sıfır Sıkıntı
- Lal filmi 2014
- Tamammıyız? 2013
- Çanakkale 2013
- Hititya Mangala Çarkı 2013
- Kurtlar Vadisi Filistin 2011
- Kurtlar Vadisi Irak 2006
- Çarpışma 2005
- Fasulye film 1999
- Hoşçakal Yarın 1998

### المسلسلات
- Kaygısızlar - 1994
- Tatlı Kaçıklar - 1995
- Son Kumpanya - 1997
- Bir Demet Tiyatro
- Affet Bizi Hocam - 1998
- Böyle Mi Olacaktı - 1998
- Yılan Hikayesi - 1999
- Yedi Numara - 2000
- Aşkım Aşkım - 2001
- Deli Yürek - 2002
- Çiçek Taksi - 2002
- Şapkadan Babam Çıktı - 2003
- وادي الذئاب - 2003-2005 ميماتي باش
- وادي الذئاب الإرهاب- 2007 (ميماتي باش)
- وادي الذئاب الكمين- 2007-2012 (ميماتي باش)
- Halil İbrahim sofrası- 2010
- القرن العظيم (مسلسل)- 2013 (معمار سنان)
- الهارب- 2013-2015 (سرحات)
- العنبر- 2016 (أورهان يارمجالي)
- هذه المدينة ستلاحقك- 2017 (شاهين فارغي)
- عاصمة عبدالحميد- 2017 (خليل خالد بك)
- نهضة السلاجقة العظمى- 2020 (حسن الصباح)
- المنظمة - 2021 (يلدريم)
- المنظمة- 2022 (ايفكار بابا)
- حكاية ليلة 2024 (كورسات كيليمشي)

## روابط خارجية
- غوركان أويغون على موقع IMDb (الإنجليزية)
- غوركان أويغون على موقع قاعدة بيانات الأفلام العربية
- غوركان أويغون على موقع ألو سيني (الفرنسية)
- غوركان أويغون على موقع قاعدة بيانات الفيلم (الإنجليزية)
- غوركان أويغون على موقع كينوبويسك (الروسية)